# Cyornis brunneatus
A Cyornis brunneatus a madarak (Aves) osztályának verébalakúak (Passeriformes) rendjébe, ezen belül a légykapófélék (Muscicapidae) családjába tartozó faj.

## Rendszerezése
A fajt Henry Horrocks Slater írta le 1897-ben, a Siphia nembe Siphia brunneata néven. Besorolása vitatott egyes szervezetek a Rhinomyias nembe sorolják Rhinomyias brunneatus néven.

## Előfordulása
Délkelet-Ázsiában, Brunei, Kína, Hongkong, Malajzia, Szingapúr és Thaiföld területén honos. 
Természetes élőhelyei a szubtrópusi vagy trópusi  síkvidéki esőerdők, mangroveerdők és cserjések. Vonuló faj.

## Megjelenése
Testhossza 15 centiméter, testtömege 14,3–22 gramm.

## Életmódja
Valószínűleg gerinctelenekkel táplálkozik, de bogyókat is fogyaszt.

## Természetvédelmi helyzete
Az elterjedési területe még elég nagy, de az emberi tevékenység miatt csökken, egyedszáma 10000 alatti és csökken. A Természetvédelmi Világszövetség Vörös listáján sebezhető fajként szerepel.